# スタッド・ジャン＝ドージェ
スタッド・ジャン＝ドージェ（仏: Stade Jean-Dauger, 英: Garage de la Nive）は、フランス、アキテーヌ地域圏ピレネー＝アトランティック県バイヨンヌにある多目的スタジアム。現在は主にラグビーユニオンゲームで使われておりフランス選手権トップ14のバイヨンヌがホームスタジアムとして使用している。

## 概要
収容人数は17,034、しかし使われているのは14,034。2006年にスタンドを改修して収容能力を上げている。

## 入場者数

### 最多入場者数
- 13,926 (トップ14) バイヨンヌ v ブルゴワン, 2007.5.12